# Прокуратура
Прокуратурата е държавен орган, който основно и най-общо представлява държавата като страна на обвинението. В България прокуратурата ръководи разследването в предварителното производство, привлича физическите лица към наказателна отговорност и поддържа обвинението в наказателното производство, като упражнява общ надзор за законност по спазването на законодателството в държавата.
Наказателният процес в системата на общото право има изцяло състезателен характер, докато при континеталната правна система е исторически обусловено, въз основа на инквизиционната процедура, т.нар. предварително производство, осъществявано от надзорно-следствен апарат.

## История и развитие
Прокуратурата като правен институт се появява най-напред във Франция в края на ХІІІ век при установяването на инквизицията в Прованса за противодействие на ерестта на катарите или албигойците, а по-сетне и на ордена на бедните рицари на Иисус от Соломоновия храм. Официално институтът на прокуратурата е въведен във Франция от 1302 г., след което държавното обвинение е конституирано като защитник на Франция и държавния интерес в процеса срещу великия магистър Жак дьо Моле.
От Франция институтът на прокуратурата е възприет в цяла континентална Европа. За сравнение във Великобритания държавните агенции имат разследващи функции и право да повдигат обвинения. В някои федеративни държави – като Бразилия, Германия, Италия, САЩ – прокуратурата има независими структури със специализирани функции във федералните райони (наричани щати, провинции или региони). В Румъния, в резултат на антикорупционна реформа, освен прокуратурата, право да повдига обвинения получава и Националната дирекция за борба с корупцията. В Русия – подобно на България – прокуратурата е йерархична институция, в която главният прокурор има изключителна концентрация на власт.

## Прокуратура в България
Прокуратурата е ведомство със съответни структури, изградени на равнища. Прокурорите са еднолични органи. Те осъществяват надзор за законност. Прокурорският надзор има държавно-властнически характер. Прокурорът притежава държавно-властнически правомощия, но не може да отменя актове на държавни органи, не може да налага наказания за нарушаване на закона. Той изисква от компетентните органи и от длъжностните лица да отстранят нарушенията на закона (в случаите със законодателната власт) и да прилагат мерки за въздействие по отношение на нарушителите (в случаите с изпълнителната и съдебната власт).

### Организация
Системата на прокуратурата включва главна прокуратура (оглавявана от главен прокурор), апелативни, военно-апелативна, окръжни, военно-окръжна, районни прокуратури. Прокуратурата е юридическо лице на бюджетна издръжка. Системата на прокуратурата се изгражда в съответствие с тази на съдилищата. Тя е единна, централизирана йерархична система.
Към ВКС е създадена Върховна касационна прокуратура. Тя се ръководи от заместник главен прокурор. Подобно Върховната административна прокуратура към ВАС също се ръководи от заместник главен прокурор.
Главният прокурор се назначава от президента за срок от 7 години по предложение на ВСС. Той осъществява надзор за законност и методическо ръководство върху дейността на всички прокурори, разпределя работата на заместник главните прокурори. Има право да назначава и освобождава служителите в главната прокуратура, да извършва ревизии и да контролира работата на всички прокурори. Той може да сезира Конституционния съд.
Прокурорите следят за спазване законността като: привличат към отговорност лицата, обвинени в извършване на престъпление (възбуждат наказателно преследване срещу тях и поддържат обвинението по наказателни дела от общ характер); упражняват надзор при изпълнение на наказателни и други принудителни мерки в местата за изтърпяване на наказания; предприемат действия за отмяна на незаконосъобразни актове. При изпълнение на правомощията си прокурорът може да изисква документи, сведения, обяснения, експертни мнения и пр.; да изисква проверки; да призовава граждани; да взима предвидените от закона мерки при наличие на данни за извършено престъпление.
Прокурорските разпореждания са задължителни за длъжностните лица, за полицията и гражданите. Държавните органи, организации и длъжностни лица трябва да оказват съдействие на прокурорите. Прокурорите протестират и искат отмяна или изменение на незаконосъобразни актове.
Прокурорите притежават широки правомощия при упражняване на надзора за законност върху изпълнението на наказанията и на другите принудителни мерки в местата за задържане. Прокурорът не може да прекрати наказателното производство. Когато установи, че наказателното преследване трябва да се прекрати, той е длъжен да сезира съда, който се произнася по ред, установен от закона.
Системата от следствени служби е интегрална част от съдебната власт. Те се изграждат при окръжните съдилища. Следователите осъществяват следствие по наказателни дела (чл. 128), като извършват своята дейност в съответствие със закона. При изпълнение на задълженията си осъществяват процесуално ръководство на органите, които са натоварени с отделни процесуални задачи в наказателното производство. Техните разпореждания във връзка с предварителното разследване са задължителни за всички държавни органи, юридически лица и граждани.

### Прокуратури
Следвайки системата на съдилищата, прокуратурите в България са изградени на йерархичен принцип, като техният брой намалява с изкачване в инстанция. Към юли 2015 г. районните съдилища и съответно райнонните прокуратури в България са 113, окръжните са 28, апелативните са 5. На последна инстанция делата се водят от Върховната касационна прокуратура или Върховната административна прокуратура (в зависимост от вида на делото).
Наказателни дела срещу военнослужещи или служители на МВР се водят от военен съд, като първа инстанция са военно-окръжни съдилища (определено е да бъдат 5 на брой), а втора инстанция е военно-апелативният съд. Структурата на военната прокуратура отново следва тази на съдилищата.
Районни прокуратури
| Айтос           | Ардино       | Асеновград  | Балчик         | Белоградчик    | Берковица    | Благоевград   | Ботевград | Брезник    | Бургас         |
| Бяла            | Бяла Слатина | Варна       | Велики Преслав | Велико Търново | Велинград    | Видин         | Враца     | Габрово    | Генерал Тошево |
| Горна Оряховица | Гоце Делчев  | Гълъбово    | Девин          | Девня          | Димитровград | Добрич        | Дряново   | Дулово     | Дупница        |
| Елена           | Елин Пелин   | Елхово      | Етрополе       | Златоград      | Ивайловград  | Исперих       | Ихтиман   | Каварна    | Казанлък       |
| Карлово         | Карнобат     | Кнежа       | Козлодуй       | Костинброд     | Котел        | Крумовград    | Кубрат    | Кула       | Кърджали       |
| Кюстендил       | Левски       | Ловеч       | Лом            | Луковит        | Мадан        | Малко Търново | Мездра    | Момчилград | Монтана        |
| Несебър         | Никопол      | Нова Загора | Нови пазар     | Омуртаг        | Оряхово      | Павликени     | Пазарджик | Панагюрище | Перник         |
| Петрич          | Пещера       | Пирдоп      | Плевен         | Пловдив        | Поморие      | Попово        | Провадия  | Първомай   | Раднево        |
| Радомир         | Разград      | Разлог      | Русе           | Самоков        | Сандански    | Свиленград    | Свищов    | Своге      | Севлиево       |
| Силистра        | Сливен       | Сливница    | Смолян         | София          | Средец       | Стара Загора  | Тервел    | Тетевен    | Тополовград    |
| Троян           | Трън         | Трявна      | Тутракан       | Търговище      | Харманли     | Хасково       | Царево    | Чепеларе   | Червен бряг    |
| Чирпан          | Шумен        | Ямбол       |                |                |              |               |           |            |                |

Окръжни прокуратури
| Благоевград | Бургас           | Варна            | Велико Търново | Видин     | Враца   | Габрово | Добрич | Кърджали | Кюстендил |
| Ловеч       | Монтана          | Пазарджик        | Перник         | Плевен    | Пловдив | Разград | Русе   | Силистра | Сливен    |
| Смолян      | Софийска градска | Софийска окръжна | Стара Загора   | Търговище | Хасково | Шумен   | Ямбол  |          |           |

Апелативни прокуратури
Бургас, Варна, Велико Търново, Пловдив, София
Военно-окръжни прокуратури
Варна, Плевен, Пловдив, Сливен, София

### Прокурори
Статутът на прокурорите се урежда от Конституцията на Република България и Закона за съдебната власт. При осъществяване на своите функции те се подчиняват само на закона. Прокурорите се назначават, повишават, понижават, преместват и освобождават от длъжност от ВСС. За прокурори се назначават лица, които имат само българско гражданство, завършили са висше юридическо образование, преминали са стаж и са придобили юридическа правоспособност, не са осъждани на лишаване на свобода за умишлено престъпление и притежават необходимите нравствени и професионални качества.
Прокурорите не могат да бъдат депутати, министри, заместник-министри, кметове и общински съветници, да заемат изборна или назначаема длъжност в държавни, общински или стопански органи. Не могат да упражняват търговска дейност, да упражняват адвокатска професия, да дават правни консултации.
Прокурорите стават несменяеми след навършване на 5-годишен стаж на длъжността. Те пазят като служебна тайна сведенията, които са им станали известни по служба и засягат интересите на гражданите, юридическите лица или държавата. Ползват се с имунитет – не могат да бъдат задържани, освен за тежко престъпление и то с разрешение на ВСС. Имунитетът на прокурорите се снема от ВСС, когато има достатъчно данни за извършено престъпление от общ характер. Главният прокурор прави мотивирано предложение за снемане на имунитета и за задържане.
Прокурорите носят гражданска отговорност за вреди, причинени при изпълнение на техните служебни задължения, освен когато извършеното е престъпление. Дисциплинарни дела срещу магистрати се разглеждат от 5-членен състав на ВСС.
Прокурорите се освобождават от длъжност при:
- навършване на 65-годишна възраст,
- подаване на оставка,
- влизане в сила на присъда, с която е наложено наказание лишаване от свобода за умишлено престъпление,
- трайна фактическа невъзможност да изпълняват служебните си задължения за повече от година,
- тежко нарушаване или системно неизпълнение на служебните задължения, както и действия, които накърняват престижа на съдебната власт.

В прокуратурата съществува институтът на младшите прокурори. Те трябва да отговарят на изискванията за прокурори и се назначават от ВСС за срок от 2 години, който може да бъде продължен с още 6 месеца. Младшите прокурори се назначават в районни, окръжни и военни прокуратури.